# Liste des circonscriptions parlementaires de Mid Glamorgan
Le Comté préservé de Mid Glamorgan et divise en 6 Circonscriptions parlementaires, Dont l'un est partagé avec Gwent. Les limites actuelles sont utilisées depuis l'élection de l'Assemblée galloise de 2007 et l'Élections générales de 2010.
| Circonscription | 1997 à 2010                                        | Depuis 2010       |
| --- | -------------------------------------------------- | ----------------- |
| 1. Bridgend CC * 2. Cynon Valley CC 3. Merthyr Tydfil and Rhymney CC (partie) 4. Ogmore CC * 5. Pontypridd CC * 6. Rhondda CC 7. Vale of Glamorgan CC (petite partie) pré-2010 actuellement en partie à South Glamorgan (dans le cas d'Ogmore, la circonscription était trop petite pour la montrer) | circonscriptions parlementaires dans Mid Glamorgan | Révision proposée |

## Changement propose en 2016
En tant que membre de Sixth Periodic Review of Westminster constituencies publié en octobre 2016, la Commission des frontières du pays de Galles a proposé des changements à la quasi-totalité des circonscriptions de Welsh Westminster existantes, en donnant à certains d'entre eux des noms de langue galloise.
- Bridgend and Vale of Glamorgan West
- Cynon Valley and Pontypridd
- Ogmore and Port Talbot
- Rhondda and Llantrisant
- Vale of Glamorgan East